# Çalca, Hocalar
Çalca là một xã thuộc huyện Hocalar, tỉnh Afyonkarahisar, Thổ Nhĩ Kỳ. Dân số thời điểm năm 2011 là 992 người.